# Ionity

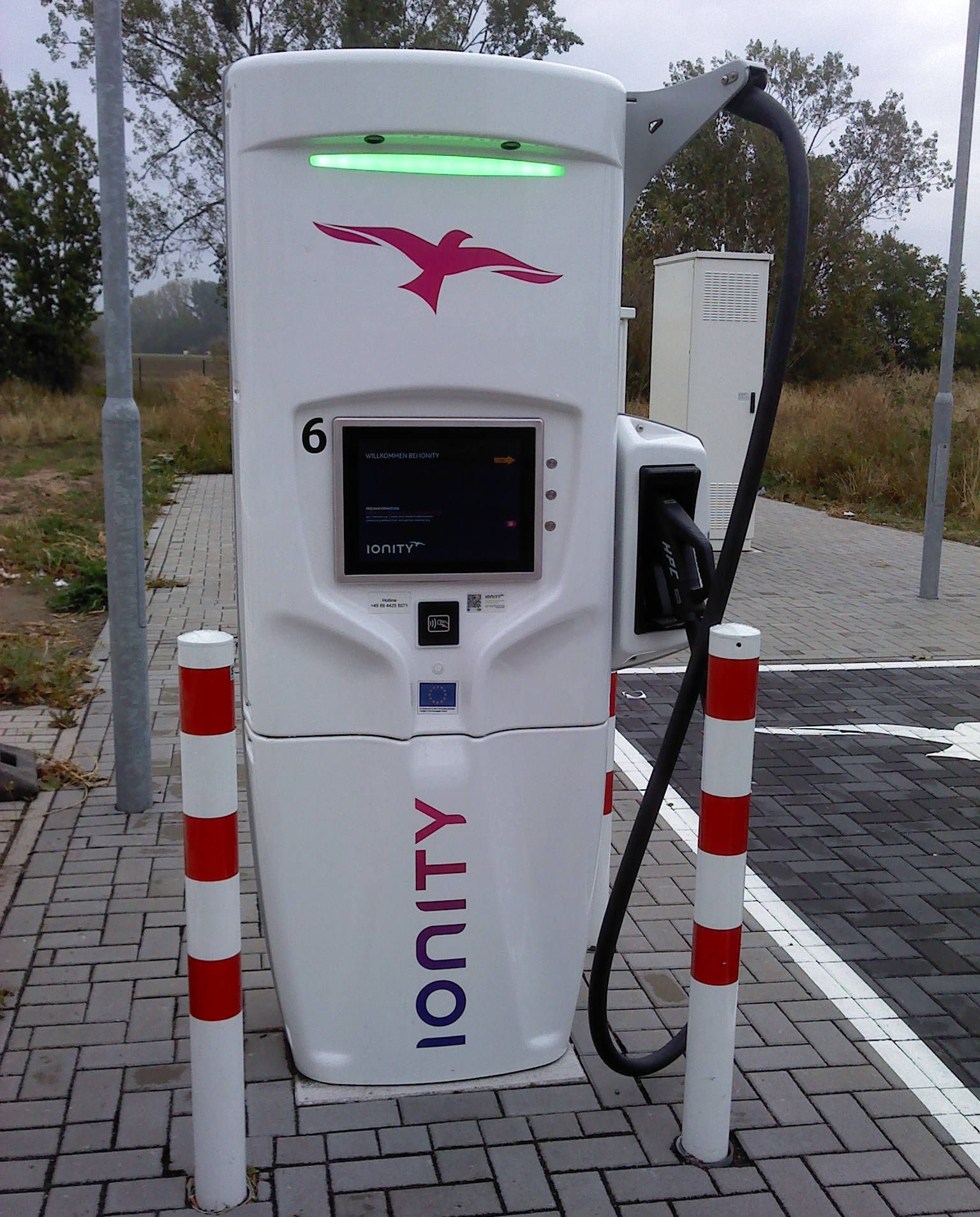
Ionity-Ladestation an der BAB A9; September 2019

Die Ionity GmbH ist eine Gesellschaft zum Betrieb eines Netzes von Ladestationen für Elektroautos entlang europäischer Autobahnen. Mehrere Automobilhersteller haben den Ladeinfrastruktur-Anbieter (Charge Point Operator, CPO) Ionity 2017 mit dem Ziel gegründet, Elektromobilität für ihre neu aufzulegenden Fahrzeuge langstreckentauglich zu machen. Die erste Aufbauphase von 400 Standorten, an denen – an Ladesäulen für sogenanntes High-Power-Charging (HPC) – mehrere Fahrzeuge gleichzeitig mit bis zu 350 kW Ladeleistung aufgeladen werden können, war Ende 2021 abgeschlossen. In der zweiten Phase sollen 1000 Standorte erreicht werden. Im Februar 2024 waren 600 Standorte in 24 europäischen Ländern erreicht.

## Geschichte
Ende 2016 wurde bekannt, dass die größten deutschen Automobilhersteller zusammen mit Ford den Aufbau eines europäischen Ladenetzwerks für Elektroautos planen. Das Netz solle 400 Stationen in 18 Ländern umfassen und bis Ende 2020 fertiggestellt sein. Die durchschnittliche Entfernung der Ladestationen entlang dieser Strecken soll nicht mehr als 120 km betragen.
Die EU-Kommission erteilte im April 2017 die Freigabe zur Gründung eines Joint Ventures. An der Gründung beteiligten sich die BMW Group, die Daimler AG, die Ford Motor Company sowie der Volkswagen-Konzern mit den Marken Audi und Porsche. Dazu stieß im September 2019 die Hyundai Motor Group. Diese fünf Gruppen suchen nach weiteren Partnern für eine Beteiligung, die 2021 zu Geboten von Shell und Renault im Umfang von einer halben Milliarde Euro führten.
Der Unternehmensname wurde im November 2017 bekannt gegeben. Der Name stellt ein Kofferwort aus Unity (Einigkeit) und Ion (elektrisch geladenes Atom) dar.
Diesen Namen hatte zuvor das Kamenzer Lithium-Polymer-Batterie-Unternehmen Ionity AG verwendet, das im Jahr 2004 in Insolvenz ging und in verschiedenen Nachfolgeunternehmen weitergeführt wurde.
Unter der Bezeichnung EUROP-E werden die Stationen, die entlang der TEN-T-Korridore eingerichtet werden, von der Europäischen Union mit 20 Prozent der Kosten von maximal 195 Millionen Euro gefördert.
Die erste Ladestation mit sechs 350-kW-Ladesäulen wurde im Dezember 2017 im dänischen Aabenraa errichtet.
Die erste Ladestation in Deutschland, am Standort Brohltal Ost an der Autobahn 61, wurde am 17. April 2018 für den öffentlichen Betrieb freigegeben.
Seit Juni 2018 arbeitet Ionity mit Wirklich Ökostrom von Polarstern. Dieser trägt das Grüner Strom-Label, das von verschiedenen Umweltorganisationen getragen wird.
Seit Oktober 2021 ermöglicht Ionity seinen Kunden den nach ISO 15118 gestalteten Lade- und Bezahlvorgang Plug & Charge. Bei Plug & Charge werden im Fahrzeug hinterlegte Ladestromverträge über die Ladekabelverbindung mit dem Fahrzeug automatisch erkannt und zur Autorisierung und Abrechnung des Ladens genutzt.
Im November 2021 wurde BlackRock mit rund 700 Millionen Euro Investment größter Gesellschafter bei Ionity. 2025 gab es eine weitere Finanzierungsrunde, bei der weitere 600 Millionen Euro als Bankkredite hinzukamen.
Ende 2021 hat Ionity das ursprüngliche Ziel von 400 Standorten erreicht. Im November 2021 wurde dann die zweite Phase eins Netzes mit 1000 Standorten und 7000 Ladepunkten verkündet, die bis Ende 2025 erreicht werden soll. Im April 2024 wurde dieses Ziel für 2027 erwartet.
Ab der zweiten Jahreshälfte 2025 werden flächendeckend Ladestationen mit 600 kW aufgebaut.

## Tarif

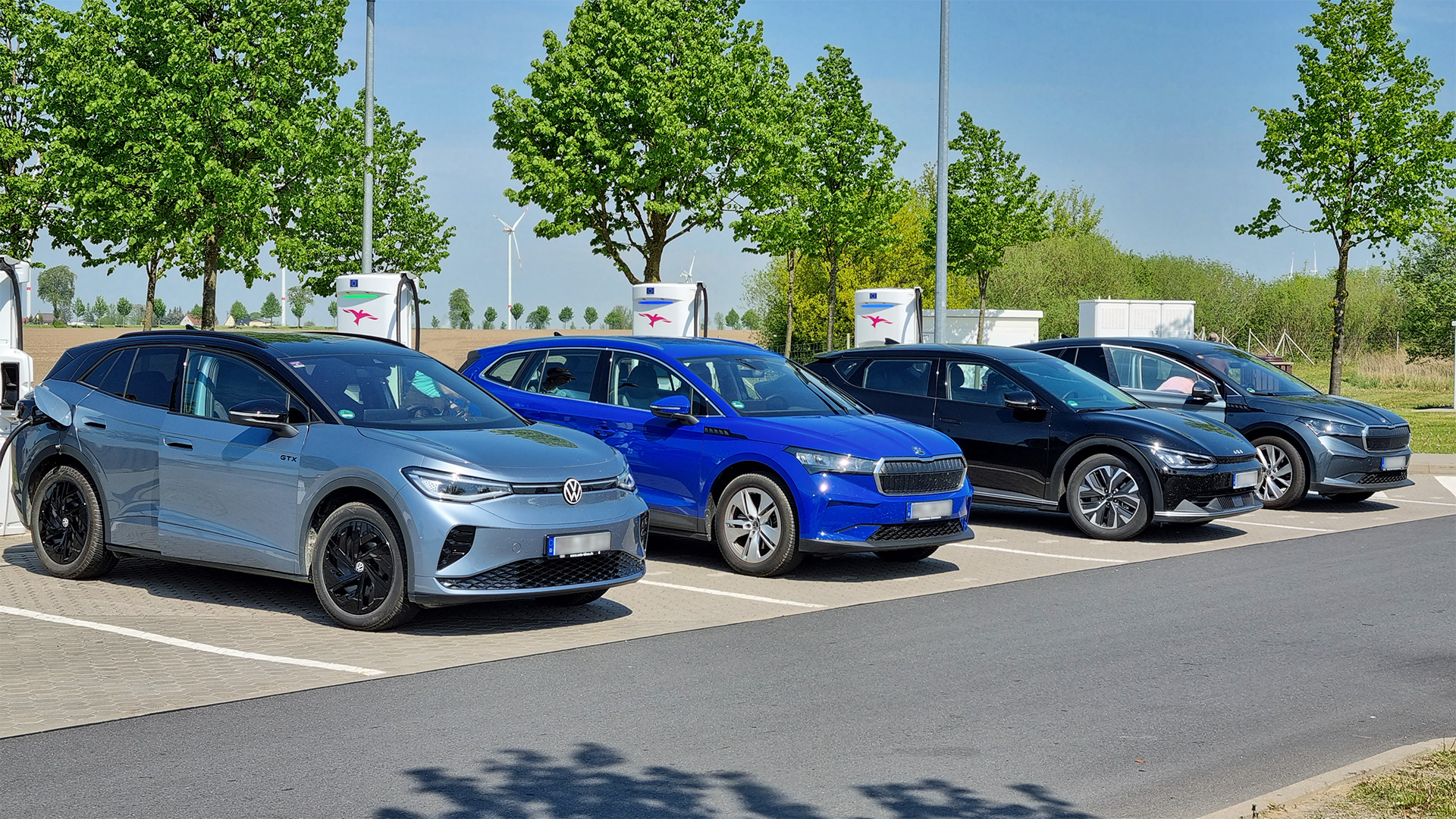
Ionity-Ladestation an der BAB A20, „Raststätte Demminer Land“; Mai 2023

Im Testbetrieb mit den ersten Ladesäulen war das Laden bis September 2018 zunächst kostenlos und wurde dann in der Eurozone für einige Zeit zum Pauschalpreis von 8 Euro angeboten. Seit Februar 2020 verwendet Ionity in den meisten Ländern ein verbrauchsbasiertes Preismodell, in einzelnen jedoch eine zeitabhängige Abrechnung.

## Standorte
In der ersten Aufbauphase sollten in Europa 400 Standorte mit mehreren Ladesäulen errichtet werden. Jeder dieser Standorte ist mit zwei bis zehn Ladepunkten ausgestattet, wobei an einigen Standorten zukünftige Erweiterungen bereits vorbereitet sind. Die Standorte der Ladestationen befinden sich bei Partnerunternehmen, beispielsweise Q8, Shell, MRH, OMV, Tank & Rast oder Circle K, mit denen Kooperationsverträge geschlossen wurden.
Im April 2024 waren 616 Standorte mit 3638 Ladepunkten in 24 europäischen Ländern in Betrieb. Bis 2027 ist dann geplant, die dann mehr als 1000 Standorte mit 9000 Ladepunkten ausgestattet zu haben.
Alle Standorte haben eine ausreichende Netzanbindung, um alle Ladepunkte auch bei voller Belegung mit der maximalen Ladeleistung zu versorgen. Regelmäßig wird eine Umspannstation an den Standorten errichtet.

## Ladestationen
Die Ladestationen von Ionity verfügen immer über Ladestecker nach dem von der Europäischen Union als Standard festgelegten Combined Charging System (CCS Typ 2). Fallweise ebenfalls angebotene Typ-2- und CHAdeMO-Ladeanschlüsse sind auf Ladeleistungen bis zu 43 kW bzw. 50 kW beschränkt. Seit 2024 gibt Ionity an, dass 99 % aller Anschlüsse über 800 V und über 350 kW Leistung verfügen.
Vier verschiedene Hersteller liefern die Ladestationen für Ionity:
- Tritium – Veefil-PK350
- Ekoenergetyka – Axon Easy 400
- Alpitronic – Hypercharger HYC400
- ABB – Terra HP CP500
  - außerdem ABB Terra 53 bzw. 54 für die Ladestationen mit bis zu 50 kW

Diese sind für eine Leistung von bis zu 350 kW bei 800 V ausgelegt. Die ABB HP Ladestationen haben ein flüssigkeitsgekühltes Kabel für 500 A (nicht an den 50 kW Stationen), bei 400 V werden maximal ca. 200 kW erreicht. Die Tritium Veefil-PK350 Ladestationen haben ein flüssigkeitsgekühltes Kabel für 500 A, können maximal 920 V und es werden maximal 350 kW erreicht. Die Axon SAT Ladestationen haben ein flüssigkeitsgekühltes Kabel für 500 A, mit bis zu maximal 1000 V und maximal 350 kW. Die Alpitronic-Hypercharger HYC400 haben jeweils zwei luftgekühlte Kabel für 400 A (mit 600 A boost), mit bis zu 1000 V könnten maximal 400 kW erreicht werden. An diesen wird die maximale Ladeleistung von Ionity fix auf 2× 200 kW aufgeteilt.
- Alpitronic HYC1000

Ab 2025 werden die Megawattcharger von Alpitronic aufgebaut. Dabei versorgt ein Cabinet (Trafo-Station) bis zu acht Ladepunkte, üblich zwei Ladesäulen mit zwei flüssiggekühlten CCS-Ladekabeln. Ursprünglich für das Megawatt Charging System entwickelt, ermöglicht diese Ladestation zumindest einem Fahrzeug am Cabinet eine Dauerleistung von 600 kW zur Verfügung zu stellen. Die neue Generation CCS-Stecker und Ladekabel erlauben bis zu 800 A Dauerleistung.

## Kritik
Im August 2021 kritisierten der damalige VW-Konzern Vorstandsvorsitzende Herbert Diess und Karl-Thomas Neumann, ein weiterer deutscher Manager aus der Automobil-Industrie, aufgrund persönlicher Erfahrungen die mangelhafte Nutzbarkeit der Ionity-Ladesäulen.

Zudem gilt das Preismodell von Ionity, bei dem bis zu 60 € für eine komplette Ladung bezahlt werden müssen, als vergleichsweise teuer. Begründet wird dieses mit der Lage an Autobahnen, mit denen man Geschäftskunden adressiert und sich auf den Weiterverkauf von B2B-Kontingenten konzentriert. VW geriet 2022 in die Kritik, weil deren bordeigene Navigationsgeräte bevorzugt zur teuersten Ladestation leiteten.

## Rezeption
In einem Vergleichstest der Stiftung Warentest kam 2022 die App zu den Ladestationen nur zu einer ausreichenden Bewertung, weil die App eigene Ladepunkte anzeigt, die Infos zum Ladepunkt nicht ausreichend sind, und nur diejenigen entlang der Autobahnen angezeigt werden.